# Pader
Pader este un râu în landul Renania de Nord-Westfalia, Germania, afluent stâng al râului Lippe. Trece prin orașul Paderborn, căruia i-a dat numele. Deși destul de lat, are doar 4 kilometri (2,5 mi) în lungime, ceea ce îl face cel mai scurt râu de această dimensiune din Germania. 
Pader își primește apa din șase râuri, fiecare rezultat dintr-un izvor carstic din centrul orașului Paderborn: Maspernpader, Dielenpader, Rothobornpader, Börnepader, Dammpader și Warme Pader.